# Вільгельм Едуард Вебер
Вільгельм Едуард Вебер (нім. Wilhelm Eduard Weber, 24 жовтня 1804 — 23 червня 1891) — німецький фізик, член-кореспондент Берлінської академії наук (1834).

## Біографія
Народився у Віттенберзі. Закінчив університет у Галле (1826). Був професором університетів у Галле (1828—1831), Геттінгені (1831—37 і з 1849) та Лейпцигу (1843—1849).

## Наукова діяльність
Основні праці присвячені електромагнетизму. Спільно з Карлом Гаусом побудував в 1833 перший в Німеччині електромагнітний телеграф. Розробив теорію електродинамічних явищ і встановив закон взаємодії рухомих зарядів, висунув ідею надлегкої частки (1848). У 1846 вказав на зв'язок сили струму з густиною електричних зарядів і швидкістю їхнього упорядкованого переміщення. Спільно з Р. Кольраушем в 1856 визначив швидкість світла, виходячи з відношення заряду конденсатора в електростатичних і магнітних одиницях. Автор теорії елементарних магнітів — магнітних диполів (1854) і гіпотези дискретності електричного заряду (1848). Побудував першу електронну модель атома, давши його планетарну структуру (1871). Роботи відносяться також до акустики, термодинаміки, молекулярної фізики, земного магнетизму. Спільно з братом Е. Вебером виконав експериментальне дослідження хвиль на воді та повітрі. Спостерігав інтерференцію звуку (1826), висунув ідею запису звуку (1830). Відкрив (1835) пружну післядію. Винайшов ряд фізичних приладів, зокрема електродинамометр (1848).

## Громадська діяльність
Вільгельм Едуард Вебер був одним із Геттінгенської сімки — групи професорів Геттінгенського університету, яка 1837 року виступила проти скасування конституції Гановеру, за що його було звільнено з університету.

## Вшанування пам'яті
- На честь ученого названо одиницю магнітного потоку Вебер.
- Кратер Вебер (лат. Weber) — метеоритний кратер на зворотному боці Місяця[10].